# Austrian Football League 2011
La Austrian Football League 2011 è stata la 27ª edizione del campionato austriaco di football americano di primo livello, organizzato dalla AFBÖ.

## Squadre partecipanti
| Club            | Città                    | Stadio | Sponsor ufficiale | Capo allenatore | Risultato nella stagione 2010 |
| --------------- | ------------------------ | ------ | ----------------- | --------------- | ----------------------------- |
| Black Lions     | Klagenfurt am Wörthersee |        |                   |                 |                               |
| Danube Dragons  | Korneuburg               |        |                   |                 |                               |
| Graz Giants     | Graz                     |        |                   |                 |                               |
| Prague Panthers | Praga                    |        |                   |                 |                               |
| Salzburg Bulls  | Salisburgo               |        |                   |                 |                               |
| Tirol Raiders   | Innsbruck                |        |                   |                 |                               |
| Vienna Vikings  | Vienna                   |        |                   |                 |                               |

## Stagione regolare

### Calendario

#### 1ª giornata
| Poggersdorf 19 marzo 2011, ore 18:30 | Black Lions | 6 – 36 (6-7 0-17 0-6 0-6) | Prague Panthers | Sportzentrum Poggersdorf (300 spett.) |

| Vienna 20 marzo 2011, ore 15:00 | Vienna Vikings | 65 – 7 (41-0 14-7 10-0 0-0) | Salzburg Bulls | Sportzentrum Ravelin (1200 spett.) |

#### 2ª giornata
| Innsbruck 26 marzo 2011, ore 15:00 | Tirol Raiders | 48 – 0 (0-0 21-0 20-0 7-0) | Black Lions | Tivoli-Neu Stadion (3400 spett.) |

| Praga 27 marzo 2011, ore 14:00 | Prague Panthers | 0 – 47 (0-14 0-7 0-12 0-14) | Vienna Vikings | Eden Aréna (1500 spett.) |

#### Recuperi 1
| Graz 2 aprile 2011, ore 14:00 | Graz Giants | 20 – 34 (6-0 7-0 0-13 7-21) | Tirol Raiders | Stadion Eggenberg (1700 spett.) |

#### 3ª giornata
| Graz 9 aprile 2011, ore 14:00 | Graz Giants | 21 – 14 (7-0 7-0 0-13 7-21) | Vienna Vikings | UPC-Arena (1700 spett.) |

| Vienna 9 aprile 2011, ore 15:00 | Danube Dragons | 42 – 6 (0-0 14-0 7-0 21-6) | Black Lions | Stadion Stadlau (1200 spett.) |

| Praga 10 aprile 2011, ore 13:00 | Prague Panthers | 7 – 38 (0-7 0-14 7-7 0-10) | Tirol Raiders | Eden Aréna (400 spett.) |

#### 4ª giornata
| Vienna 16 aprile 2011, ore 15:00 | Danube Dragons | 17 – 20 (3-6 7-7 0-0 7-7) | Graz Giants | Stadion Stadlau (1300 spett.) |

| Vienna 17 aprile 2011, ore 15:00 | Vienna Vikings | 28 – 24 (0-0 14-10 7-7 7-7) | Tirol Raiders | Hohe Warte Stadion (3800 spett.) |

| Liefering 17 aprile 2011, ore 15:00 | Salzburg Bulls | 6 – 49 (0-13 0-15 0-0 6-21) | Black Lions | Trainingsplatz Lieferinger SV (120 spett.) |

#### 5ª giornata
| Vienna 23 aprile 2011, ore 18:00 | Danube Dragons | 38 – 21 (12-14 12-7 7-0 7-0) | Prague Panthers | Stadion Stadlau (1000 spett.) |

| Liefering 25 aprile 2011, ore 15:00 | Salzburg Bulls | 16 – 52 (3-21 13-14 0-16 0-0) | Graz Giants | Trainingsplatz Lieferinger SV (200 spett.) |

| Villaco 25 aprile 2011, ore 16:00 | Black Lions | 0 – 41 (0-7 0-20 0-8 0-6) | Vienna Vikings | Stadion Villach-Lind (500 spett.) |

#### 6ª giornata
| Villaco 30 aprile 2011, ore 18:00 | Black Lions | 0 – 42 (0-7 0-14 0-14 0-7) | Graz Giants | Stadion Villach-Lind (600 spett.) |

| Praga 1º maggio 2011, ore 15:00 | Prague Panthers | 79 – 0 (34-0 22-0 16-0 7-0) | Salzburg Bulls | Eden Aréna (400 spett.) |

| Innsbruck 1º maggio 2011, ore 15:00 | Tirol Raiders | 28 – 0 (0-0 21-0 7-0 0-0) | Danube Dragons | Tivoli-Neu Stadion (3200 spett.) |

#### Recuperi 2
| Vienna 15 maggio 2011, ore 15:00 | Salzburg Bulls | 6 – 80 (0-35 0-28 6-14 0-3) | Danube Dragons | Stadion Stadlau (600 spett.) |

#### 7ª giornata
| Graz 21 maggio 2011, ore 16:00 | Graz Giants | 43 – 17 (7-0 29-0 7-7 0-10) | Prague Panthers | Stadion Eggenberg (1050 spett.) |

| Innsbruck 21 maggio 2011, ore 17:00 | Tirol Raiders | 81 – 0 (27-0 20-0 27-0 7-0) | Salzburg Bulls | Tivoli-Neu Stadion (2400 spett.) |

| Vienna 22 maggio 2011, ore 15:00 | Vienna Vikings | 42 – 0 (14-0 7-0 7-0 14-0) | Danube Dragons | Hohe Warte Stadion (4000 spett.) |

### Classifica
La classifica della regular season è la seguente:
- PCT = percentuale di vittorie, G = partite giocate, V = partite vinte,  P = partite perse, PF = punti fatti, PS = punti subiti

| Pos. | Squadra         | PCT  | G | V | N | P | PF  | PS  |
| ---- | --------------- | ---- | - | - | - | - | --- | --- |
| 1    | Tirol Raiders   | .833 | 6 | 5 | 0 | 1 | 253 | 55  |
| 2    | Vienna Vikings  | .833 | 6 | 5 | 0 | 1 | 237 | 52  |
| 3    | Graz Giants     | .833 | 6 | 5 | 0 | 1 | 198 | 98  |
| 4    | Danube Dragons  | .500 | 6 | 3 | 0 | 3 | 177 | 123 |
| 5    | Prague Panthers | .333 | 6 | 2 | 0 | 4 | 160 | 172 |
| 6    | Black Lions     | .167 | 6 | 1 | 0 | 5 | 61  | 215 |
| 7    | Salzburg Bulls  | .000 | 6 | 0 | 0 | 6 | 35  | 406 |

## Playoff

### Tabellone
|  | Semifinali | Semifinali     | Semifinali |                |    | Austrian Bowl XXVII | Austrian Bowl XXVII | Austrian Bowl XXVII |  |
|  |            |                |            |                |    |                     |                     |                     |  |
|  | 1          | Tirol Raiders  | 29         |                |    |                     |                     |                     |  |
|  | 1          | Tirol Raiders  | 29         |                |    |                     |                     |                     |  |
|  | 4          | Danube Dragons | 0          |                |    |                     |                     |                     |  |
|  | 4          | Danube Dragons | 0          |                | 1  | Tirol Raiders       | 23                  |                     |  |
|  |            |                |            |                | 1  | Tirol Raiders       | 23                  |                     |  |
|  |            |                | 2          | Vienna Vikings | 13 |                     |                     |                     |  |
|  | 2          | Vienna Vikings | 2          | Vienna Vikings | 13 | 19                  |                     |                     |  |
|  | 2          | Vienna Vikings |            |                |    |                     |                     |                     |  |
|  | 3          | Graz Giants    | 14         |                |    |                     |                     |                     |  |

### Semifinali
| Innsbruck 11 giugno 2011, ore 17:00 | Tirol Raiders | 29 – 0 (12-0 7-0 7-0 3-0) | Danube Dragons | Tivoli-Neu Stadion (3700 spett.) |

| Vienna 12 giugno 2011, ore 15:00 | Vienna Vikings | 19 – 14 (0-7 13-0 6-0 0-7) | Graz Giants | Hohe Warte Stadion (3500 spett.) |

### Austrian Bowl XXVII
| Vienna 23 giugno 2011, ore 17:00 | Tirol Raiders | 23 – 13 (7-0 6-6 7-7 3-0) | Vienna Vikings | Stadio Ernst Happel (9634 spett.) |

## Verdetti
- Tirol Raiders Campioni dell'Austria 2011